# Villa Olímpica de la Juventud (Buenos Aires)

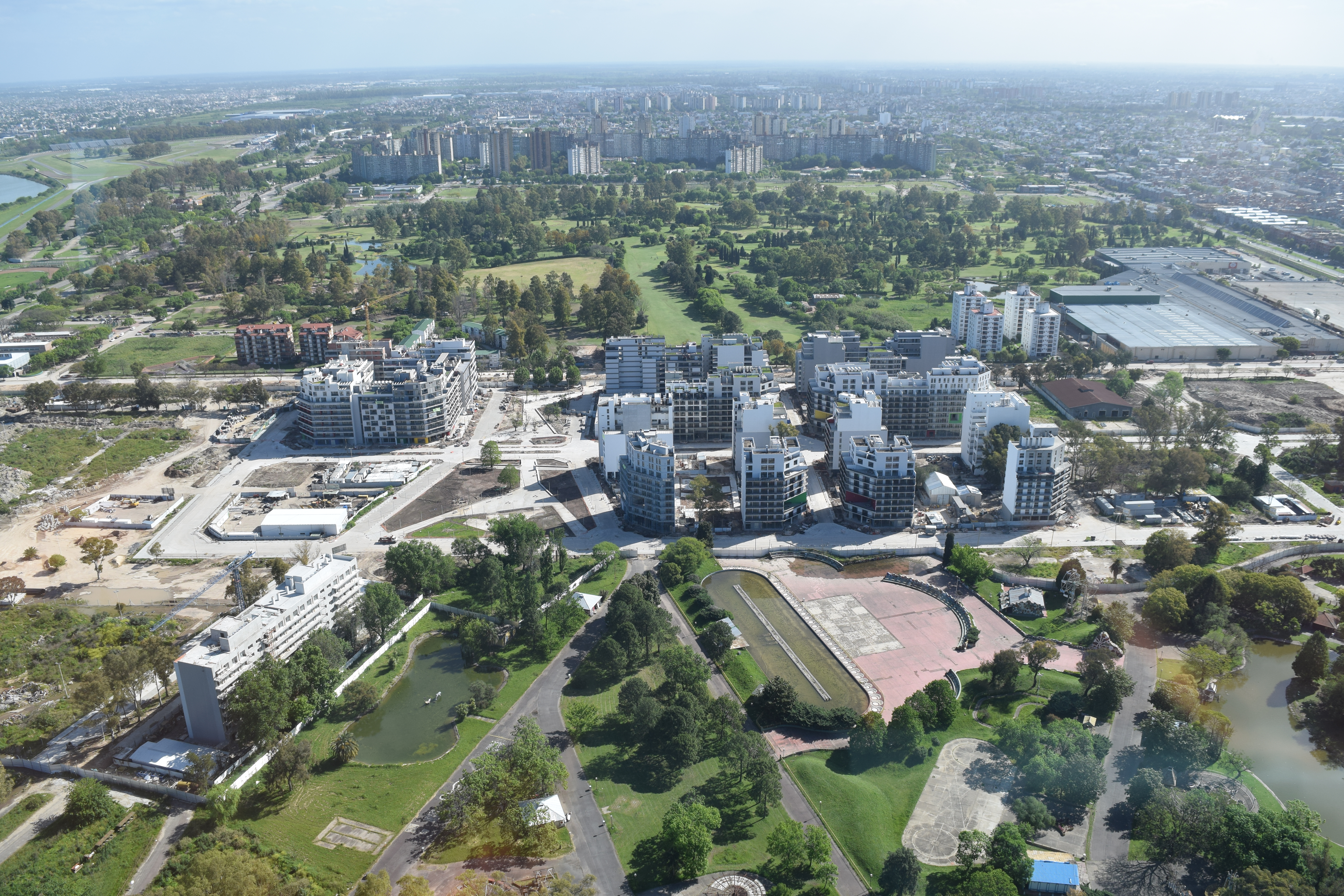
La Villa Olímpica vista desde la Torre Espacial en octubre de 2017

La Villa Olímpica de la Juventud es una Villa Olímpica construida para los Juegos Olímpicos de la Juventud de Buenos Aires 2018 en el barrio de Villa Soldati (Comuna 8), en el sur de la ciudad de Buenos Aires.
En 2013, cuando Buenos Aires fue elegida como sede de los Juegos Olímpicos de la Juventud, surgieron cinco llamados a concurso y las obras se hicieron a través de 10 licitaciones donde participaron ocho empresas constructoras locales.
Está localizada dentro del Parque de la Ciudad, próximo al Parque Polideportivo Roca y al Predio Ferial Olímpico. Consistió de 1.440 nuevos apartamentos en 32 edificios de seis pisos, en una superficie de 160.000 m². Durante los Juegos Olímpicos, la villa albergó 7.500 personas, de las cuales el 30% de estas estuvieron en apartamentos de 40 m², con cuatro camas, dos dormitorios y un baño; mientras que el 70% restante estuvo en apartamentos de 65 m², con seis camas, tres dormitorios y dos baños.
El diseño de los apartamentos de la Villa Olímpica fue el resultado de seis competencias arquitectónicas, cinco para el sector habitacional y otro para el recinto ferial. Cada módulo habitacional incluyó elementos de todos los proyectos ganadores, de esta manera la villa logró la diversidad arquitectónica de una gran ciudad.
La piedra fundacional de la villa fue puesta el 6 de mayo de 2016, la villa fue completada para fines de febrero de 2018.
Una vez finalizado los Juegos Olímpicos, los departamentos fueron entregados a ciudadanos mediante créditos del Banco Ciudad de Buenos Aires.
Se puede acceder a la villa mediante la estación Cecilia Grierson del Premetro y por el Metrobús sur.

## Galería

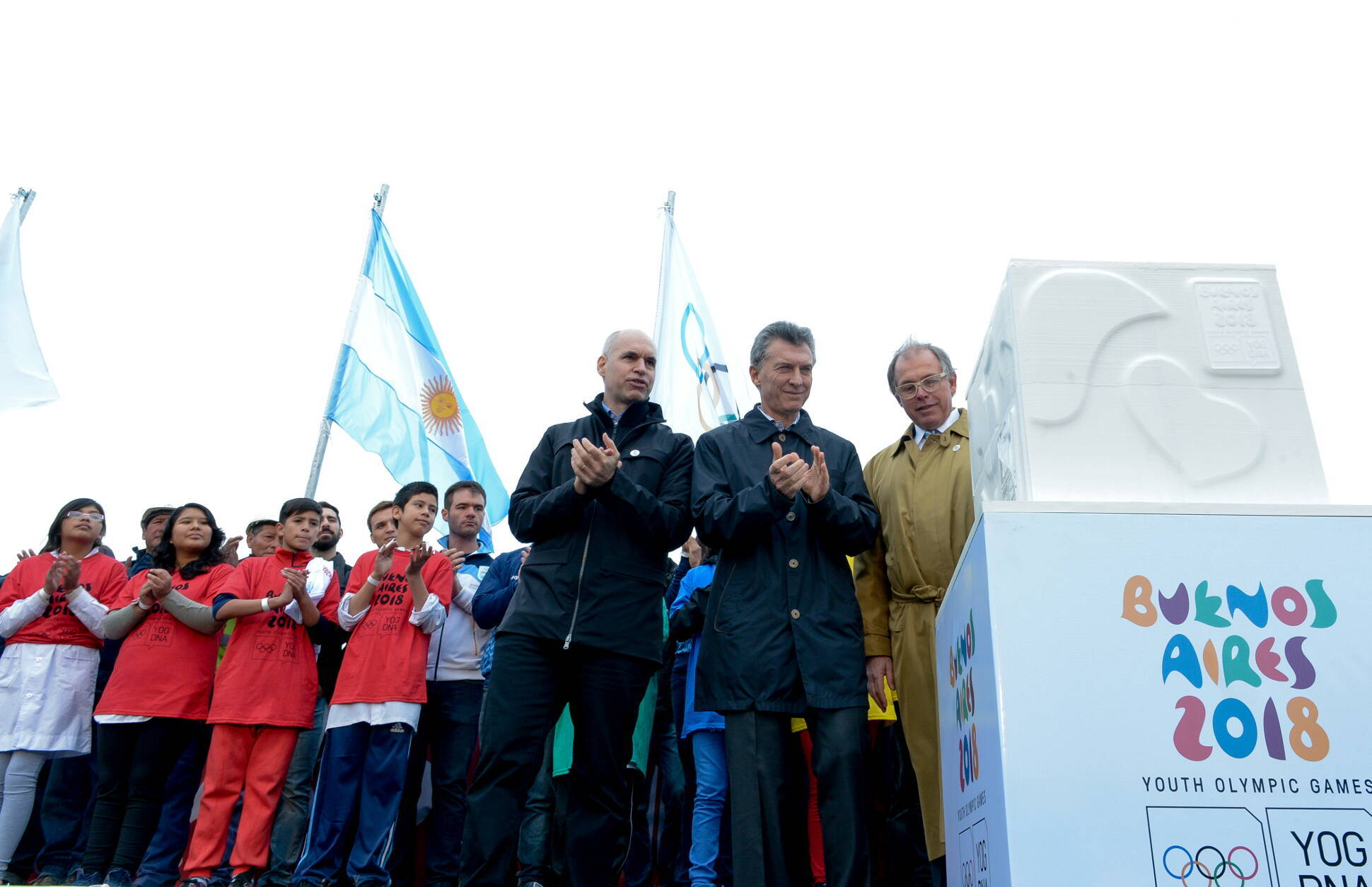
Inauguración de la piedra fundacional
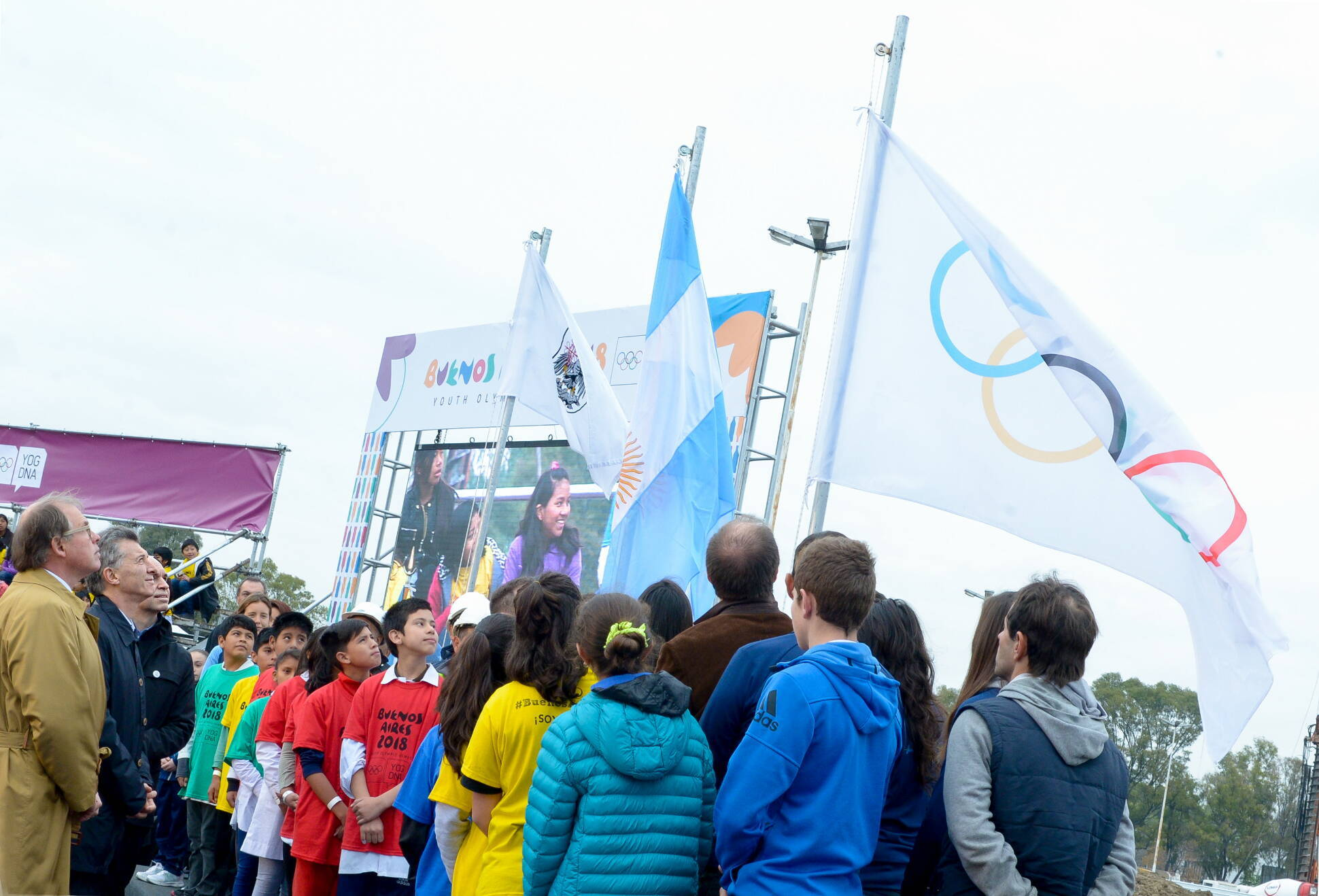
Izamiento de las banderas argentina, olímpica y porteña
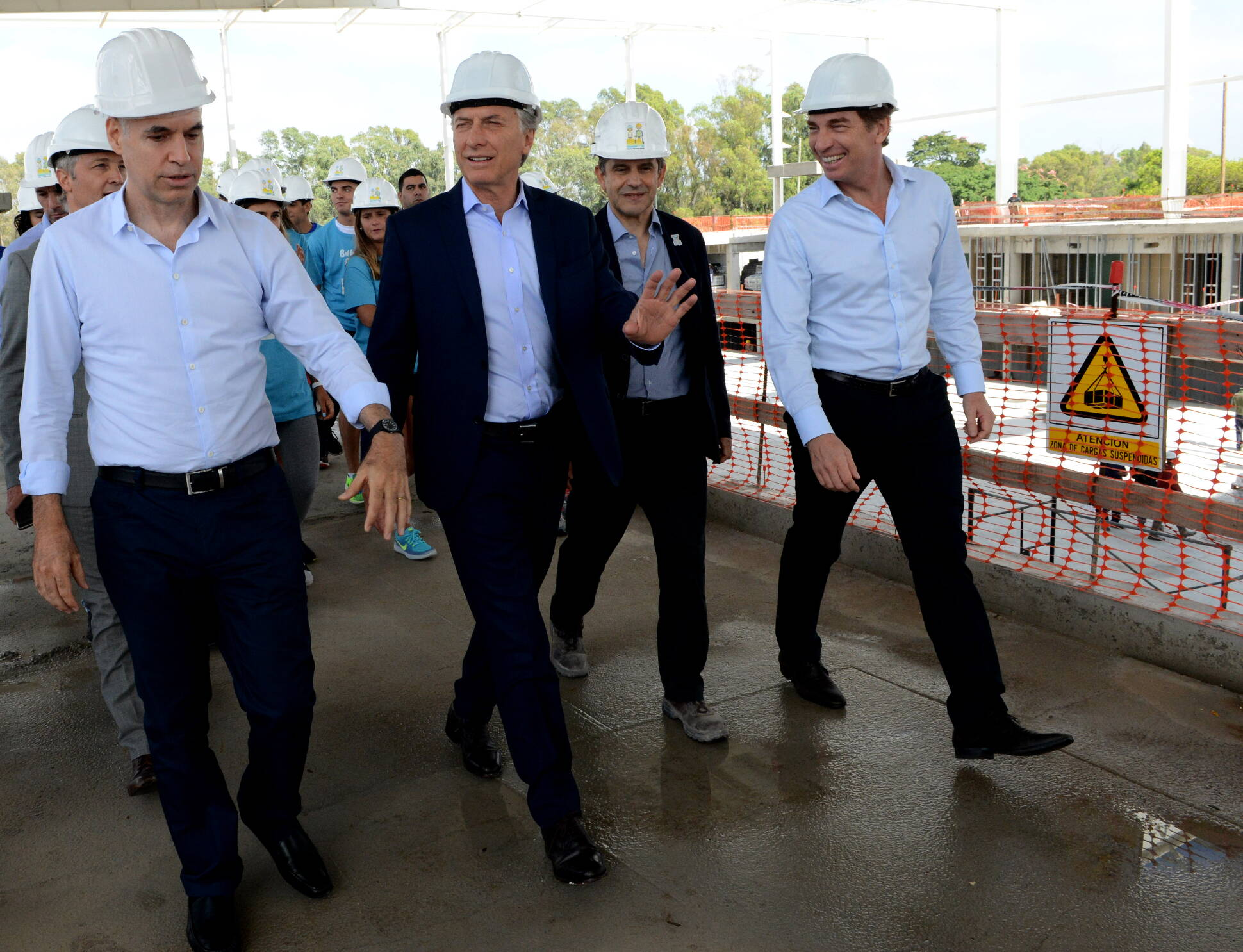
El ex-presidente Mauricio Macri (por entonces presidente) recorriendo las obras en enero de 2018 junto a Horacio Rodríguez Larreta, jefe de gobierno de la Ciudad y Diego Santilli, en ese entonces vicejefe de gobierno porteño.
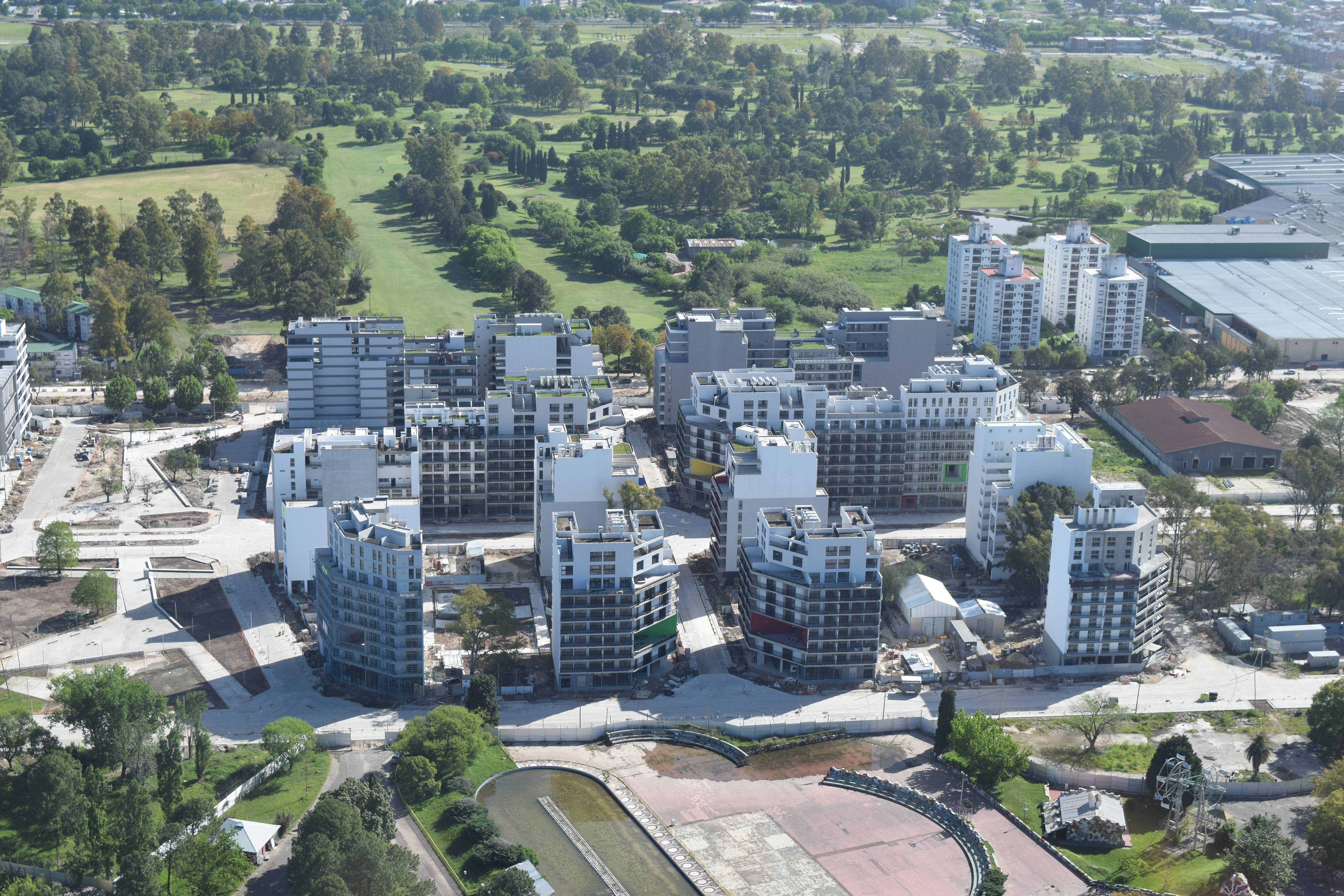
La Villa Olímpica vista desde la Torre Espacial en octubre de 2017
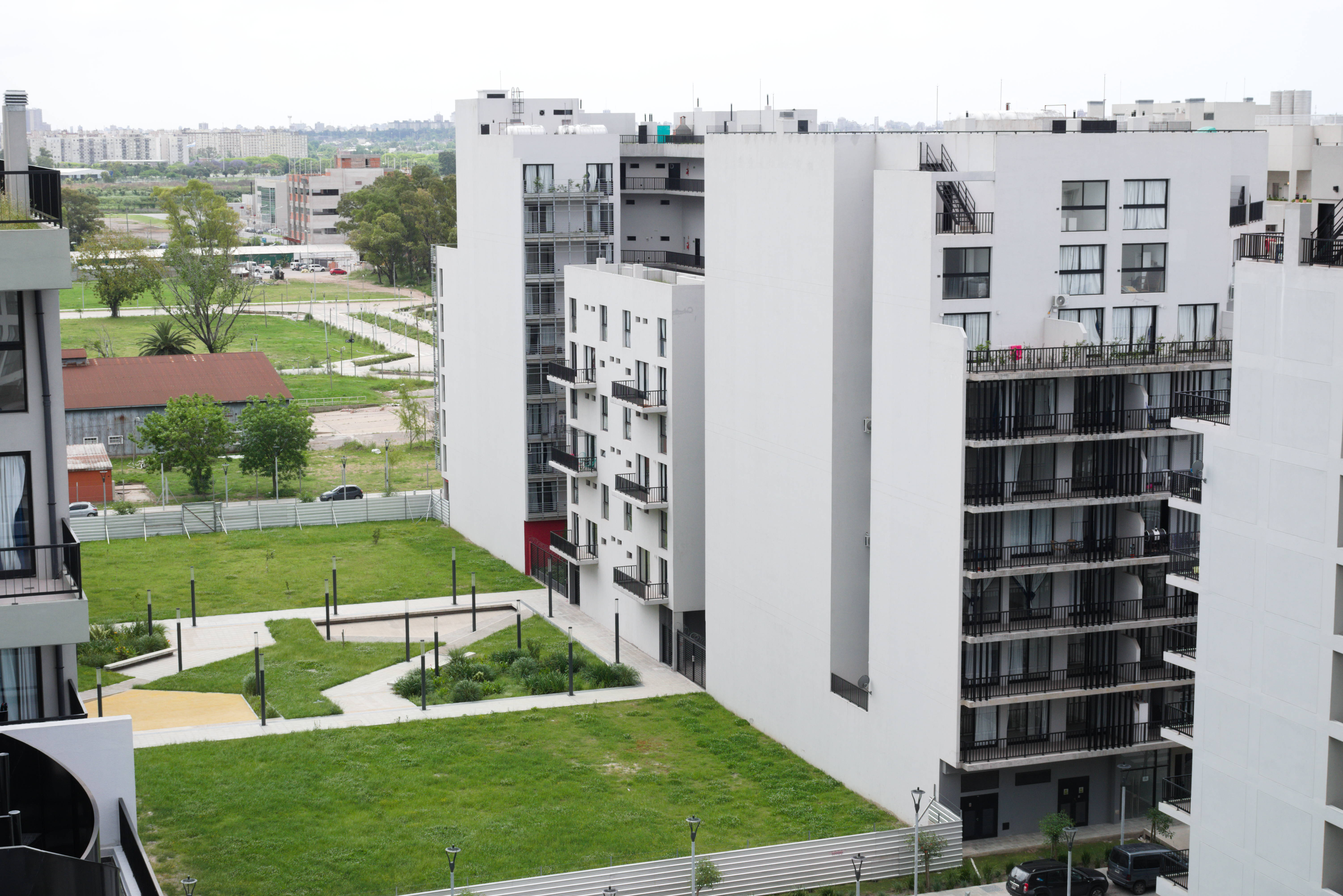
Villa Olímpica durante OpenHouse 2019